# 约翰·巴瑞
约翰·巴瑞（英語：John Barry，1933年11月3日—2011年1月30日），英国作曲家，專長電影配樂，最為人熟悉的作品則是《007》系列電影的配樂。曾获得金球奖及四次奧斯卡最佳配樂獎。

## 生平
约翰·巴瑞的父亲在英国北部拥有5家电影院，他母亲是一个钢琴手，还有一个哥哥和一个姐姐。巴瑞在約克市的一家天主教学校读小学，11岁进入一家新教私人学校学习钢琴。战后，他迷上了爵士乐，这是他哥哥灌输给他的。50年代初期，他跟乔治·斯威夫特学习吹小号，并开始尝试写曲子。这时他还通过函授学习约瑟夫·席林格体系的作曲技巧。不久他像每一个英国青年一样，到英军服役了三年，期间还驻扎过埃及苏伊士运河。在部队里，他是一个乐队成员。在他复員之后的1957年，他成立一个名为“The John Barry Seven”的摇滚乐队。这支乐队很快在英国混出了名气。
1960年他获得了一个机会，给电影《Beat Girl》写配乐。1962年，他又有机会给第一部“007”影片《鐵金剛勇破神秘島》写主题音乐。在这部影片中邦女郎穿上比基尼。影片大获成功，巴瑞也沾光出了名，从此迈入专业电影配乐作曲家的行列。在后来，他为12部007影片写过配乐。
1966年，他和唐·布莱克合作配乐的电影《狮子与我》获得了奥斯卡最佳原创音乐奖，该音乐与007音乐的神秘怪异不同，展现一种宏伟而深情的风格。这是他四次获得奥斯卡最佳原创音乐奖的第一部作品。1968年，巴瑞因《冬之狮》配乐，又获得奥斯卡音乐大奖，同时获得金球獎最佳电影配乐提名。之后，他又获得过两次奥斯卡最佳原创音乐奖，一次是《走出非洲》（1985年），一次是《与狼共舞》（1990年）。《走出非洲》的配乐中协调地引用了莫扎特的《单簧管协奏曲》的慢板部分，古今结合，深情而悠远，烘托出影片再现女主角陈年往事的怀旧气氛。该片音乐2005年被列入《AFI百年百大电影配乐》，被誉为美国电影音乐作品的经典。
他最近的一部电影音乐作品是2001年出品的英国电影《攔截密碼戰》的配乐。这年巴瑞已经67岁了。

## 主要作品
- 《狮子与我》（Born Free，1966)
- 《冬之狮》（1968）
- 《午夜牛郎》（1969）
- 《英宮恨》 (1971)
- 《羅賓漢與瑪莉安》（1976）
- 《金剛》（1976）
- 《死亡遊戲》（1978）
- 《似曾相识》（1980）
- 《走出非洲》（1985）
- 《与狼共舞》（1990）
- 《卓別靈傳》（1992）
- 《桃色交易》（1993）
- 《攔截密碼戰》（2001）

### 007
- 《鐵金剛勇破神秘島》（1962）
- 《来自俄罗斯的爱情》（1963）
- 《鐵金剛大戰金手指》（1964）
- 《霹靂彈》（1965）
- 《雷霆谷》（1967）
- 《女王密使》（1969）
- 《金剛鑽》（1971）
- 《金槍人》（1974）
- 《铁金刚勇破太空城》（1979）
- 《八爪女》（1983）
- 《雷霆殺機》（1985）
- 《鐵金剛大戰特務飛龍》（1987）

## 外部連結
- 约翰·巴瑞在互联网电影资料库（IMDb）上的資料（英文）
- 约翰·巴瑞在豆瓣上的资料（简体中文）
- John Barry - The Man With The Midas Touch （页面存档备份，存于）
- John Barry （页面存档备份，存于） at The Danish Filmmusic Society (DFS) （页面存档备份，存于）
- Biography of John Barry （页面存档备份，存于）
- Official Somewhere In Time Website (INSITE) （页面存档备份，存于）
- Filmtracks' Tribute to John Barry （页面存档备份，存于）
- John Barry discography at SoundtrackCollector.com （页面存档备份，存于）
- An account of the lawsuit concerning the authorship of the James Bond Theme （页面存档备份，存于）
- Cinema Retro attends John Barry concert in Ireland and meets the man himself （页面存档备份，存于）
- "The Man Who Knew the Score" （页面存档备份，存于） by Bruce Handy.  Vanity Fair online - January 8, 2009